# Margarete Steffin
Margarete Emilie Charlotte Steffin (? –) német színésznő és írónő volt, Bertold Brecht egyik legközelebbi munkatársa, valamint termékeny fordító orosz és skandináv nyelvekből. 

## Élete
Munkáscsaládban született, tizennégy évesen egy telefoncégnél kezdett dolgozni, de a szociáldemokrata politika iránti érdeklődése miatt kirúgták. Dolgozott könyvkiadásban és a kommunista ifjúsági agitprop színházban, valamint a „Rote Revue”-nél. 1931-ben, színházi próbák során ismerkedett meg Bertold Brechttel. Röviddel ezután szoros munkakapcsolat, majd romantikus kapcsolat alakult ki vele. Brecht nagyra értékelte a marxizmusról szerzett ismereteit és proletár tapasztalatait, és ezeket beépítette műveibe, például a Gorkij utáni Die Mutter (1932) című darabba, melyet bemutatták a Theater am Schiffbauerdammban, ahol ő egy szobalányt alakított.
1933-ban Brecht és felesége, Weigel Dániába emigráltak. Bár Brecht szeretőjeként hamarosan Ruth Berlau váltotta, Steffin elrendezett házasságot kötött egy dán állampolgárral, hogy Brecht titkára maradhasson, és követte a Brecht házaspárt Finnországba és Moszkvába, amikor kitört a háború. Moszkvában halt meg tuberkulózisban (amit már 1931-ben diagnosztizáltak nála), miközben amerikai vízumra várt. Brecht hat rövid verset írt halálhírére, amelyeket végül együtt adtak ki Nach dem Tod meiner Mitarbeiterin M. S. címmel.
Brecht 1955-ös Összegyűjtött Művei Steffint nevezik meg a A gömbfejűek és a csúcsfejűek, Carrar asszony puskái és Horatius és Curiatii című művek munkatársaként. Brecht emellett elismerte szerepét a Rettegés és ínség a Harmadik Birodalomban, a Galilei élete és a Kurázsi mama és gyermekei című művekben. Úgy tartják, hogy nagy szerepe volt a Puntilla úr és szolgája, Matti, a A szecsuáni jólélek, az Állítsátok meg Arturo Uit! és a Kaukázusi krétakör című művekben is.
Steffin levelezést folytatott Walter Benjaminnal és Arnold Zweiggel is.

## Művei
- Zwillinge, 1932
- Heute träumt ich, dass ich bei dir läge, 1933
- Von der Liebe und dem Krieg, 1933, Europäische Verlags-Anstalt, Hamburg 2001, ISBN 3-434-50461-3
- So wurde ich Laufmädchen, 1933
- Die große Sache, 1933
- Briefe an berühmte Männer, Europäische Verlags-Anstalt, Hamburg 1999, ISBN 3-434-50437-0
- Konfutse versteht nichts von Frauen, Rowohlt, Berlin 1991 ISBN 3-87134-032-4

## Fordítás
- Ez a szócikk részben vagy egészben  a   Margarete Steffin című angol Wikipédia-szócikk ezen változatának fordításán alapul.  Az eredeti cikk szerkesztőit annak laptörténete sorolja fel. Ez a jelzés csupán a megfogalmazás eredetét és a szerzői jogokat jelzi, nem szolgál a cikkben szereplő információk forrásmegjelöléseként.